# 圣欧班 (北部省)
圣欧班（法語：Saint-Aubin，法語發音：[sɛ̃.t‿obɛ̃] ⓘ）是法国上法兰西大区北部省的一个市镇，位于该省东部，属于埃尔普河畔阿韦讷区。

## 地理
圣欧班（50°10'20"N, 3°55'8"E）面积10.12 平方千米，位于法国上法蘭西大區北部省，该省份为法国最北部的省份及最长的省份，西北濒北海，西接加来海峡省，南至埃纳省和索姆省，东与比利时接壤。
与圣欧班接壤的市镇（或旧市镇、城区）包括：利蒙方丹、埃尔普河畔圣伊莱尔、圣雷米绍塞、杜尔莱尔、埃克莱布、埃屈埃兰。

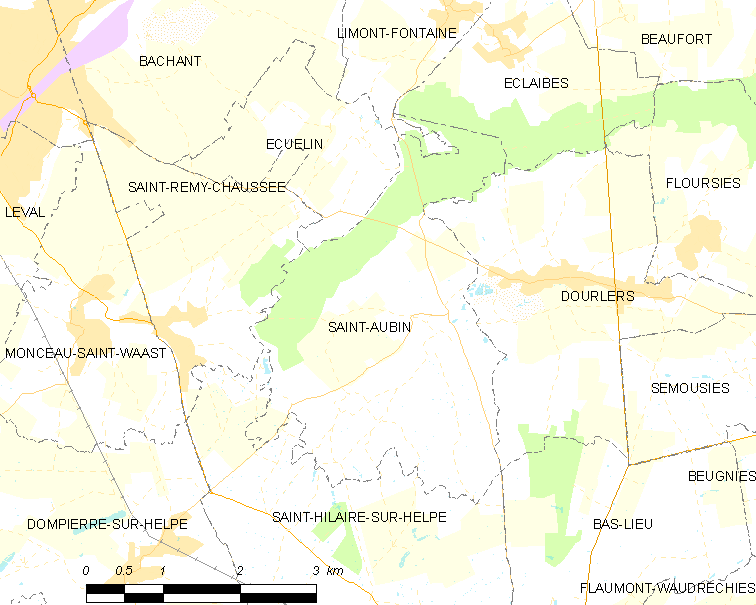
的OSM定位图

圣欧班的时区为UTC+01:00、UTC+02:00（夏令时）。

## 行政
圣欧班的邮政编码为59440，INSEE市镇编码为59529。

## 政治
圣欧班所属的省级选区为埃尔普河畔阿韦讷县。

## 人口

1962-2008年间人口变化图示

圣欧班于2022年1月1日时的人口数量为338人。